# 美馬孝人
美馬 孝人（みま たかひと、1942年 - ）は、日本の経済学者。専門は、社会政策。現在、北海学園大学名誉教授。元北海道私立大学教職員組合連合執行委員長。恩師は新川士郎。

## 来歴
北海道岩見沢市出身。1965年（昭和40年）北海道大学経済学部卒業。1969年（昭和44年）同大学院経済学研究科博士課程中退。同年、北海学園大学経済学部講師に就任。1971年（昭和46年）同経済学部助教授。1981年（昭和56年）同経済学部教授、同大学院経済学研究科教授。1991年同経済学部長・同大学院経済研究科長。1999年（平成11年）同大学院経済研究科長。2011年北海学園大学定年退職。同名誉教授。同大学院経済研究科非常勤講師（2011年～2013年）。
この他、北海学園大学教職員組合委員長も務めた。

## 研究
イギリスにおける社会政策や社会保障発達史、社会経済政策史を研究。この他雇用保険事業なども研究

## 主著

### 単著
『イギリス社会政策の展開(現代経済政策シリーズ3巻)』（日本経済評論社, 2000年）

### 訳書
- B.ロジャーズ著『貧困との闘い : 貧民法から福祉国家へ』（梓出版社, 1986年）
- ビク・ジョージ/ポール・ワイディング著　白沢久一と共訳『イデオロギーと社会福祉』（勁草書房, 1989年）
- G・C・ピーデン著　千葉頼夫と共訳『イギリス経済社会政策史　ロイドジョージからサッチャーまで』（梓出版社, 1990年）
- キャサリーン・ジョーンズ著『イギリス社会政策の形成 : 1830〜1990年』（梓出版社, 1997年）
- ケネス・O・モルガン著『デーヴィッド・ロイドジョージ　1863-1945』（梓出版社, 2004年）